# Jurassic Park: The Game
Jurassic Park: The Game (с англ. — «Парк юрского периода. Игра») — графическая приключенческая компьютерная игра, основанная на фильме «Парк юрского периода» и вышедшая на платформах PlayStation 3, Macintosh, Windows и Xbox 360. Игра была разработана и выпущена компанией Telltale Games в рамках лицензионного соглашения с Universal Partnerships & Licensing.
Действие игры происходит на вымышленном острове Нублар, где находится тематический парк динозавров, известный как Парк юрского периода. Действие происходит во время и после событий фильма, игра является мини-сериалом, состоящим из четырёх эпизодов, но сюжет также сосредоточен на извлечении канистры, полной эмбрионов динозавров, которые были потеряны во время фильма после неудачной попытки Денниса Недри доставить их в доки. Игра была анонсирована в июне 2010 года и первоначально была запланирована на апрель 2011 года, но была отложена до ноября. Она получила смешанные отзывы от критиков.

## Игровой процесс
Jurassic Park: The Game — приключения игра с point-and-click интерфейсом, в которой игрок использует комбинацию кнопок для продвижения. Игрок управляет различными персонажами на протяжении всей игры, которая состоит из четырёх частей, известных как «эпизоды». В игре есть цели, основанные на принятии решений, а также quick time event сцены, которые влияют на игровой процесс, а также на то, как проходят события игры.

## Сюжет
События игры происходят параллельно действию первого фильма, хотя ни один из персонажей игры не является главным героем фильма.

### Эпизод 1
- Название: The Intruder
- Перевод: Незваный гость

Действие игры начинается в середине первого фильма трилогии. Ветеринар Джерри Хардинг показывает своей дочери Джессике достопримечательности «Парка юрского периода» на острове Нублар, бегло упоминая, что его владелец, мистер Хэммонд, принимает важных гостей. В тот вечер разыгрывается сильный шторм. В рабочем доке парка сотрудник фирмы «Biosyn» Майлз Чедвик и наёмница Нима поджидают программиста Денниса Недри, который должен передать им украденные эмбрионы динозавров. Когда Недри не является в назначенное время, Чедвик подозревает неладное. Он и Нима пробираются в глубь острова Нублар. Вскоре они обнаруживают джип, в котором находится труп Недри, поедаемый странным существом. Тварь быстро скрывается в чаще. Обыскав местность, Нима находит контейнер с эмбрионами. В этот момент на неё и Майлза нападает стая дилофозавров. Чедвик оставляет Ниму, но не успевает убежать, и на него набрасывается вся стая голодных хищников. Ниме удаётся отбиться от хищников при помощи джипа Недри, но она попадает в аварию. Внезапно дилофозавры ретируются, и Нима осознает, что оказалась в присутствии более опасных зверей, один из которых вскоре наносит ей ядовитый укус. Спасаясь, Нима скатывается с обрыва и теряет сознание перед джипом Хардингов, возвращающихся на базу. Удивлённые Джерри и Джесс подбирают раненую. По дороге на базу им встречается сбежавший из вольера молодой трицератопс. Оставив дочь в машине, Джерри успешно заманивает детёныша обратно за ограждение, но тут появляется доминантная самка, которой не понравился стоящий возле её территории джип который и провоцирует её клаксоном. Самка сносит с петель калитку, которая придавливает Джерри, а затем разносит машину в клочья. Неожиданно появляется тираннозавр. Ящеры вступают в схватку, и Джерри — вместе с Джесс и парализованной Нимой — удаётся укрыться в бункере.
Утром Хардингов и Ниму подбирает автоматическая машина, посланная доктором Лорой Соркин, наблюдавшей парковую хронику. Добравшись до туристического центра к раннему вечеру, Джерри и Джесс обнаруживают его разгромленным, однако Джерри удаётся отыскать рацию и наладить связь с доктором Соркин. Лора рассказывает ему о том, что прошедшей ночью из-за Недри была отключена система безопасности, а Хэммонд и оставшиеся в живых люди уже улетели с острова. Далее Джерри описывает укус на руке Нимы. Выслушав симптомы, Лора проявляет заметное беспокойство и советует вколоть женщине дозу транквилизатора. В то время как Джесс достаёт необходимые средства из автомобиля, тираннозавр появляется в здании, вынуждая Джерри ретироваться на верхний этаж, а девочка остаётся в тупике. Вызволив дочь, Джерри приводит Ниму в чувство, после чего все трое успешно отвлекают хищника машиной и оказываются во временной безопасности. Джерри обещает скорую эвакуацию, когда Нима внезапно вынимает из рюкзака пистолет и берёт отца и дочь в заложники, уверяя, что для них эвакуации не будет.

### Эпизод 2
- Название: Cavalry
- Перевод: Подмога

Узнав о катастрофе на острове «Парка юрского периода», «InGen» высылает два отряда наёмников на вертолётах для срочной эвакуации выживших. Отряд под названием «Альфа Дог», состоящий из задиры Билли Йодера, мрачного здоровяка Оскара Моралеса и развесёлого пилота по кличке ДиКаф, приземляется возле туристического центра и обнаруживает уничтоженный вертолёт подразделения «Браво», несколько убитых наёмников и одного выжившего солдата по имени Варгас, кричащего о «чудовищах в тенях». Билли и Оскар силой утихомиривают безумного солдата и проверяют видеозаписи центра, которые показывают Хардингов и Ниму. Обезумевшего наёмника утаскивают неизвестные хищники. Отряду приходится покинуть здание и продолжать патруль острова на вертолёте.
Уйдя далеко от туристического центра, Нима ведёт пленных Хардингов в глубь острова. Остановившись на привал, Джерри отвлекает наёмницу разговором, в то время как Джесс крадёт радиоприёмник и связывается с вертолётом наёмников, призывая их лететь на дым от костра. ДиКаф следует инструкциям, однако вынужден выполнить аварийную посадку, когда вертолёт чудом избегает столкновения с птеранодоном. Оставив ДиКафа чинить вертолёт, Оскар и Билли отправляются на поиски выживших. Нима, Джерри и Джесс сумели найти общий язык и выходят к обрыву, в котором была проложена тропа пастухов, а теперь стоит небольшой парк аттракционов под названием «Bone Shaker». Группу оказывается в тупике. После стычки с хищными герреразаврами, выживших находит отряд наёмников. Вернувшись к вертолёту, они не обнаруживают ДиКафа, но находят его шлем, кровь и заклиненный пистолет неподалёку. Продолжать поиски нет времени — к месту посадки приближается тираннозавр. Наспех починив вертолёт, герои улетают, посчитав ДиКафа погибшим. Наёмники, Хардинги и Нима отправляются на базу доктора Соркин. Миролюбивая, но в то же время упрямая и своенравная, Лора Соркин наотрез отказывается улетать с острова, предпочитая ухаживать за своими доисторическими питомцами — паразауролофами. Узнав о том, что в своё время Лора была видной активисткой за права животных, Билли удаётся хитростью изменить её решение. Лора соглашается лететь с острова, но сначала ей нужно провести одну экспериментальную процедуру. Лора с Джерри и Джесс идут в лабораторию, чтобы провести эксперимент, а Оскар и Билли остаются за её пределами. В это время Нима крадёт вертолёт и пытается бежать с острова. Билли и Оскар успевают запрыгнуть на вертолёт и остановить разбушевавшуюся наёмницу, но случайно повреждают механизм, в результате чего все трое терпят крушение. Тем временем, оставшихся на базе Джерри, Джесс и Лору атакует тройка велоцирапторов, загоняя их на водяную вышку. Герои беспомощно смотрят, как вертолёт с наёмниками падает в джунгли.

### Эпизод 3
- Название: The Depths
- Перевод: Всё глубже

Джерри, Джесс и доктор Соркин находят способ уйти от рапторов. Они оказываются в рабочих туннелях, проходящих под парком. Билли, Оскар и Нима выживают после крушения, но теряют все своё оружие и оборудование. Оскар отправляется на разведку, а тем временем Билли обнаруживает контейнер с эмбрионами и договаривается разделить прибыль с Нимой после их продажи. Преследовавший паразауролофа Ти-рекс обращает внимание на парочку и загоняет их в туннели. Оскару удаётся убить одного из рапторов ножом, после чего наёмники собираются вместе. Идущие по коридору Лора и Хардинги не знают, что велоцирапторы неотступно следуют за ними по параллельному туннелю. Во время разговора выясняется, что Лора готова на всё ради динозавров на острове Нублар. Недавно она провела процедуру, избавляющую ящеров от зависимости лизина, что позволяет им существовать без человеческого вмешательства. Пока Джерри и Лора спорят об этических последствиях действий Соркин, Джесс крадёт сигареты учёной и забегает в соседний коридор покурить. Девочка чуть не попадается в лапы раптору, а на её крики сбегается вся стая. Вовремя подоспевшие наёмники спасают группу, а Оскар ранит одного из хищников ножом. Хищники временно оставляют героев в покое, но вскоре Лора сообщает о новой опасности: из-за длительного отсутствия работников давление в трубах геотермической станции достигло критической величины, что грозит взорвать весь остров, если поток не отключить.
Когда герои доходят до главного терминала, а осмелевшие рапторы возвращаются, загоняя людей на верхний этаж помещения и не позволяя им отключить давление. Осознав, что время истекает, Оскар приказывает товарищам отвлекать хищников, а сам, рискуя жизнью, прокрадывается к терминалу. Здоровяку удаётся отключить поток, но рапторы окружают его. Оскар погибает героем. Остальные доходят до небольшой кладовки и запирают дверь. Явно чем-то испуганные, велоцирапторы внезапно уходят. В углу герои обнаруживают человека в коме, а в его распоротом животе — яйцекладку. Билли узнает в нём пропавшего ДиКафа. Лора признаётся, что учёные «InGen» клонировали вид динозавров, не пригодный для показа публике, — ядовитых троодонов, ведущих ночной образ жизни. Укус троодона вызывает паралич, кому и скорую смерть, а внешность их довольно неприятна. Тогда Хэммонд приказал уничтожить выведенных ящеров, но доктор Соркин ослушалась начальника, сохранив троодонов в отдельной клетке. Однако животные высвободились, и Лора поняла это, когда Джерри описал ей симптомы укушенной Нимы по радио. Решив, что Соркин виновата в гибели товарищей, Билли приходит в ярость и приставляет нож к её горлу.

### Эпизод 4
- Название: The Survivors
- Перевод: Выжившие

С трудом успокоив Билли, герои обдумывают дальнейший план действий, когда троодоны внезапно начинают ломиться в кладовку. Спасаясь от них, группа разделяется на две части: Джерри и Нима оказываются на поверхности, а Билли, Джесс и Лора остаются в туннелях. Нима успокаивает Джерри, уверяя его, что Джесс способна постоять за себя. Нима признаётся Джерри, что встала на преступный путь ради своей дочери, обречённой на проживание в бедном районе. Ниму и Джерри позже подбирает разломанная тираннозавром автоматическая машина, посланная за ними ещё в первом эпизоде. Билли, Джесс и Лора добираются до океанической лаборатории, где якобы разводили морских обитателей.
Через некоторое время все пятеро выживших встречаются в морском секторе парка. После того как Билли сообщает, что «InGen» готовится разбомбить остров и уничтожить всё живое на нём через несколько часов, Лора запирает остальных в отдельном секторе и выходит на радиосвязь с «InGen», угрожая взять спутников в заложники, если бомбардировку не отменят. К тому времени как остальным удаётся освободиться, Лора выпускает в лагуну мозазавра, громадное морское чудовище. Минуту спустя мозазавр атакует станцию, Лора Соркин падает в воду и становится добычей морского ящера. Билли запрашивает по радио эвакуацию, солгав, что остров полностью захвачен и имеется целый вертолёт раненых, а затем предаёт группу ради эмбрионов, предложив Ниме партнёрство. Когда наёмница отвергает предложение, предпочитая остаться с Джерри и Джесс, Билли взрывает часть морской станции гранатой, позаимствованной у ДиКафа, запирает остальных в подводной обсерватории, а сам уходит, воспользовавшись лифтом. Его радость улетучивается, когда он осознает, что Джесс похитила контейнер с эмбрионами. Нима, Джерри и Джесс находят склад аквалангов и покидают станцию вплавь. Чудом избежав голодного мозазавра, на поверхности они встречают Билли, который хочет вернуть себе контейнер. Нима вступает в рукопашный бой с предателем, во время которого контейнер падает на бетонную плиту.
Внезапно появившийся тираннозавр заставляет всех участников драки застыть на месте. Пользуясь шансом, Джерри лёгким пинком катит контейнер в воду. Забыв об опасности, Билли бросается спасать трофей и становится добычей тираннозавра. Остальные спасаются бегством. Джесс оказывается на балконе. Тираннозавр крушит балкон, оставляя девочку висеть на краю. Контейнер падает на землю. За всем этим наблюдает Нима. В зависимости от действий игрока, она может попытаться либо спасти контейнер с эмбрионами и быть съеденной, либо спасти Джесс. Затем Джерри отвлекает тираннозавра, пока Джесс и Нима (если она выжила) заводят катер. Когда лодка трогается, Джерри бежит от тираннозавра, и, в последний момент, запрыгивает в лодку.

#### Концовки
Концовка 1, трагическая. Нима выбирает спасти эмбрионы. Наёмница не успевает убежать в безопасное место отвлёкшись на проверку повреждений контейнера и тираннозавр съедает её. Хардинги покидают остров на катере. Джесс плачет, жалея Ниму, а Джерри решает уволиться, отыскать дочь Нимы и помочь ей.
Концовка 2, счастливая. Нима спасает Джесс, а тираннозавр давит контейнер, уничтожая эмбрионы, и чуть было не съедает Джерри, которому удаётся запрыгнуть на катер на волосок от смерти. Троица покидает остров. Нима сожалеет о потере драгоценных эмбрионов, но тут Джесс обнаруживает на катере чемодан с крупной суммой денег, предположительно оставленный для Недри. Ликующая троица плывёт в сторону рассвета на материк.

## Разработка
В июне 2010 года Telltale Games заключила соглашение с Universal Partnerships & Licensing на разработку игры по франшизе «Парк юрского периода». По словам директора по маркетингу Telltale Джоэла Дрескина, в Universal «не хотели делать очередной шутер про динозавров. Именно это и привлекло их к сотрудничеству с Telltale Games». К моменту анонса разработка уже шла полным ходом, и рассматривалась возможность привлечь к озвучиванию актёров из оригинальных фильмов.
Игра задумывалась как прямое продолжение первого фильма. Чтобы обеспечить точность деталей, Telltale консультировалась с создателями фильма, а команда разработчиков тщательно изучала оригинальные картины, стремясь воссоздать их визуальный стиль и темп повествования. Universal предоставила студии значительную творческую свободу, а также предоставила множество звуковых эффектов динозавров из фильмов. Из персонажей фильма в игре появился только Джерри Хардинг, игравший второстепенную роль, — остальные герои были созданы Telltale специально для игры. Игрокам предстояло исследовать ранее не показанные в фильме части парка, включая систему туннелей и морскую лагуну.
При работе над поведением динозавров разработчики опирались как на повадки современных животных, так и на образы из фильмов. Кроме того, команда консультировалась с палеонтологом Кевином Падианом насчёт возможного поведения доисторических рептилий. Значительное влияние на игровой процесс оказала игра Heavy Rain. Эта игра стала первой в истории Telltale, где игровой персонаж мог погибнуть.

## Релиз
Изначально планировалось, что игра выйдет вскоре после выхода Back to the Future: The Game, намеченного на зиму 2010 года. Разработчики анонсировали выпуск для Windows, Macintosh и ряда неназванных игровых систем. Первые скриншоты появились в январе 2011 года. Месяцем позже было объявлено название игры и представлен трейлер, а дата выхода первого эпизода была запланирована на апрель 2011 года.
Позже выход игры перенесли на осень 2011 года. По словам сооснователя Telltale Дэна Коннорса: «Игровая механика и повествование сложились настолько удачно, что мы увидели возможность вывести их на новый уровень, если посвятим разработке больше времени». Всем оформившим предзаказ вернули деньги и предложили выбрать любую игру Telltale бесплатно. Компания также уточнила список игровых систем: PlayStation 3 и Xbox 360. Для Xbox 360 планировался выпуск на физическом носителе со всеми эпизодами, тогда как для остальных платформ игра должна была выходить в виде отдельных загружаемых эпизодов.
Игру представили на выставке Electronic Entertainment Expo в июне 2011 года. В августе был назначен выпуск на 15 ноября 2011 года для PlayStation 3, Xbox 360 и PC, в то время как дата выхода версии для iPad 2 оставалась открытой. В США игра вышла по графику, однако в Европе выпуск версий для Xbox 360 и PlayStation 3 задержался. Европейские версии для PC и Mac, как и первый эпизод для iPad, вышли в срок.
Европейская версия для PlayStation 3 появилась в PlayStation Network в декабре. Выпуск европейской версии для Xbox 360 затянулся из-за отсутствия у Telltale издательского офиса в Европе (американскую версию компания выпустила самостоятельно). Позже Telltale объявила, что Kalypso Media выпустит версию для Xbox 360 в начале 2012 года в Европе, на Ближнем Востоке и в Африке, где также будет издана физическая версия для Windows. В январе 2012 года Kalypso сообщила, что отказывается от выпуска коробочной версии для Xbox 360 в Великобритании — там выйдет только физическая версия для PC, запланированная на 24 февраля 2012 года.

## Отзывы критиков
| Сводный рейтинг                       | Сводный рейтинг | Сводный рейтинг | Сводный рейтинг | Сводный рейтинг | Сводный рейтинг |
| Издание                               | Оценка          | Оценка          | Оценка          | Оценка          | Оценка          |
| Издание                               | Общая           | iOS             | PC              | PS3             | Xbox 360        |
| ------------------------------------- | --------------- | --------------- | --------------- | --------------- | --------------- |
| GameRankings                          | N/A             | N/A             | 55,88 %         | 54,50 %         | 64,09 %         |
| Metacritic                            | N/A             | N/A             | 54/100          | 53/100          | 60/100          |
| Иноязычные издания                    |                 |                 |                 |                 |                 |
| Издание                               | Оценка          | Оценка          | Оценка          | Оценка          | Оценка          |
| Издание                               | Общая           | iOS             | PC              | PS3             | Xbox 360        |
| 1UP.com                               | D+              | N/A             | N/A             | N/A             | N/A             |
| Eurogamer                             | N/A             | N/A             | 4/10            | N/A             | N/A             |
| Game Informer                         | N/A             | N/A             | N/A             | N/A             | 5,5/10          |
| GamePro                               | N/A             | N/A             | N/A             | ·               | N/A             |
| GameSpot                              | N/A             | N/A             | 6,5/10          | 6/10            | N/A             |
| GameSpy                               | N/A             | N/A             | [ 43 ]          | N/A             | N/A             |
| GamesRadar+                           | [ 44 ]          | N/A             | N/A             | N/A             | N/A             |
| IGN                                   | N/A             | N/A             | 5,5/10          | 5,5/10          | N/A             |
| Joystiq                               | [ 46 ]          | N/A             | N/A             | N/A             | N/A             |
| OPMUK                                 | N/A             | N/A             | N/A             | 4/10            | N/A             |
| OXM                                   | N/A             | N/A             | N/A             | N/A             | 6/10            |
| PALGN                                 | N/A             | N/A             | 4/10            | N/A             | N/A             |
| PC Gamer (UK)                         | N/A             | N/A             | 41/100          | N/A             | N/A             |
| Play (UK)                             | N/A             | N/A             | N/A             | 32/100          | N/A             |
| Digital Spy                           | N/A             | N/A             | [ 52 ]          | N/A             | N/A             |
| Official PlayStation Magazine Benelux | N/A             | N/A             | N/A             | 51/100          | N/A             |
| PlayStation: The Official Magazine    | N/A             | N/A             | N/A             | 50/100          | N/A             |
| Pocket Gamer                          | N/A             | 5/10            | N/A             | N/A             | N/A             |
| TouchArcade                           | N/A             | [ 56 ]          | N/A             | N/A             | N/A             |

Согласно сайту Metacritic игра получила «смешанные или средние отзывы».
По мнению обозревателя IGN Грега Миллера, игра представляет собой «бессвязное повествование о малозапоминающихся персонажах, блуждающих по парку, который значительно уступает своему кинематографическому воплощению». Рецензент GameSpot Кэролин Петит отметила, что, несмотря на удачное использование первоисточника, игровой процесс не вызывает интереса. В качестве основных недостатков указывались отсутствие сложных головоломок и немотивированность диалоговых опций. По словам Петит, прохождение игры напоминает «движение по жёстко заданным рельсам, не предоставляющим возможности выбора пути или способа достижения цели».
Обозреватель PC Gamer Ричард Коббет дал игре отрицательную оценку, охарактеризовав её как «практически неинтерактивный фильм, требующий от игрока минимальных моторных навыков». По его мнению, игровой процесс был принесён в жертву сюжету, который он описал как «наигранное, но смотрибельное продолжение первого фильма».
Позднее выяснилось, что сотрудники Telltale Games публиковали положительные пользовательские рецензии на Metacritic, не раскрывая своей причастности к разработке. В ноябре 2011 года игра заняла шестое место по объёму продаж в PlayStation Network на территории США. В 2015 году обозреватели Eurogamer отметили, что материал игры больше подходил для кинематографического формата, назвав сюжет «отличным продолжением» фильма, реализованным в «посредственной игре».
Летом 2018 года, благодаря уязвимости в защите Steam Web API, стало известно, что точное количество пользователей сервиса Steam, которые играли в игру хотя бы один раз, составляет 123 600 человек.